# Kolmihaara
Kolmihaara med Luuholmi (Loholm) är en ö i Finland. Den ligger i Bottenhavet och i kommunen Euraåminne (tidigare Luvia) i den ekonomiska regionen  Björneborgs ekonomiska region i landskapet Satakunta, i den sydvästra delen av landet. Ön ligger omkring 18 kilometer sydväst om Björneborg och omkring 230 kilometer nordväst om Helsingfors.
Öns area är 63,3 hektar och dess största längd är 1,4 kilometer i öst-västlig riktning.

## Delöar och uddar
- Kolmihaara 61°24′09″N 21°29′54″Ö / 61.4025°N 21.49833°Ö
- Ykshaara 61°24′24″N 21°29′36″Ö / 61.40663°N 21.49346°Ö (udde)
- Avankari 61°24′16″N 21°30′09″Ö / 61.40458°N 21.50256°Ö (udde)
- Säikkä 61°24′12″N 21°29′01″Ö / 61.40347°N 21.48373°Ö (udde)
- Luuholmi 61°23′54″N 21°30′05″Ö / 61.3982°N 21.5015°Ö